# I den stilla aftonstund
I den stilla aftonstund är en psalmtext av Lina Sandell-Berg diktad 1866.

## Publicerad i
- Korsblomman 1867.
- Samlingstoner 1919, nr 24 under rubriken "Bönesånger".
- Sionstoner 1935 nr 736 under rubriken "Morgon och afton".
- Guds lov 1935 nr 410 under rubriken "Morgon och afton".
- Sions Sånger 1951 nr 81.
- Sions Sånger 1981 nr 98 under rubriken "Guds nåd i Kristus".
- Lova Herren 1988  nr 781 under rubriken "Afton".